# Щубранів
Щубранів — потік в Україні у Самбірському районі Львівської області. Лівий доплив річки Лінинки (басейн Дністра).

## Опис
Довжина потоку приблизно 3,48 км, найкоротша відстань між витоком і гирлом — 3,38  км, коефіцієнт звивистості річки — 1,05 . Формується багатьма безіменними струмками.

## Розташування
Бере початок між горами Кобилою (753 м) та Тяжкі (577 м). Тече переважно на південний схід і у селі Велика Лінина впадає у річку Лінинку, ліву притоку річки Дністра.

## Цікавф факти
- На правому березі потоку неподалік розташований Лаврівський монастир[3].